# От диктатуры к демократии
От диктатуры к демократии, концептуальные основы освобождения — эссе об общей проблеме того, как уничтожить диктатуру и не допустить создания на её месте ещё одной. Оно написано Джином Шарпом, профессором политологии в Массачусетском университете в 1993 году. Книга была опубликована в большом количестве стран и переведена про-демократическими активистами на более чем 30 языков, и доступна на веб-сайте Института имени Альберта Эйнштейна (англ. Albert Einstein Institution). На русском языке в печатном варианте издана в 2005 году "Новым издательством" в переводе с английского Н.Козловской.

## Начало
Книга От диктатуры к демократии была написана в 1993 году по просьбе известного бирманского демократа в ссылке Тин Манунг Вина (en. Tin Maung Win), в то время издателя журнала в Бангкоке, Таиланд. Книга была написана в течение нескольких месяцев, поскольку автор использовал десятки лет опыта изучения ненасильственного сопротивления. Впервые книга была опубликована отрывками в журнале Мин Маунг Вина, а в 1994 вышла как буклет на бирманском и английском языках. С того времени книга была переведена на более чем 30 языков и прошла несколько переизданий на английском языке.

## Содержание
От диктатуры к демократии рассказывает об «эффективных способах успешного уничтожения диктатуры с минимальными страданиями и жертвами». Она состоит из десяти частей, обозревающих стратегические подходы для ведения ненасильственной борьбы, практику ненасильственной борьбы, источники политической власти, дисциплину ненасильственного сопротивления, и вопросы создания долговременной демократии. Первое приложение книги включает в себя «198 методов ненасильственных действий», взятых из книги Шарпа «Политика ненасильственного действия», написанной в 1973 году. В книге российского политолога Э.Черепанова «Руководство по противодействию цветным революциям», 198 методов ненасильственных действий Джина Шарпа расписаны более подробно. Также эти методы дополнены с учётом современных тенденций, например методами использования социальных сетей и мобильных приложений.

## Влияние
Книга «От диктатуры к демократии» была распространена по всему миру, и на неё повторно ссылаются, как на оказавшую влияние на движения ненасильственного сопротивления и революции в Алжире, Сербии («Бульдозерная революция» 2000 года), Украине (смена власти в феврале 2014 года), Грузии (смена власти в ноябре 2003 года), Египте, Сирии (гражданские протесты 2011) и других странах.